# شربل أبو ديوان
شربل أبو ديوان (3 مارس 1985[بحاجة لمصدر] -)؛ صحفي وإعلامي لبناني، يعمل في قناة العربية منذ العام 2006.

## حياته الخاصة
ولد في قرية فالوغا في قضاء بعبدا في محافظة جبل لبنان، لوالد يُدعى يوسف أبو ديوان من المنطقة حيث وُلِد، ووالدة تُدعى كلار، من جمهورية الدومينيكان، وله ثلاثة إخوان (ربيع، طوني، جورج)، وهو حاصل على شهادة ماجستير في الصحافة.  

## مسيرته  المهنية
بدأ مسيرته المهنية في قناة العربية سنة 2006  في قسم التحرير في برنامج «استفتاء على الهواء»  ثم انتقل إلى تقديم نشرة الأحوال الجوية في 2007، وفي سنة 2008 إنضم إلى فريق صباح العربية في قسم التحرير والإعداد، حيث أجرى العديد من المقابلات التلفزيونية  مع مشاهير  من العالم العربي والغربي أبرزهم: كيم كردشيان، سيلينا غوميز، باولو كويلو، جورج كلوني، أوليفر ستون، وابنة رئيس الولايات المتحدة الأميركية إيفانكا ترامب، إيفا لانغوريا، كايت بلانشيت، توم كروز وغيرهم. وقام بتغطية مهرجانات سينمائية عالمية، كما قام باعداد العديد من التغطيات الخاصة بقناة العربية في مجال السياحة والترفيه.
وفي سنة 2017، انتقل إلى قسم الأخبار كمحرر صحفي، وعمل ما بين الأخبار والبرامج الصباحية «صباح العربية».

## العمل التلفزيوني
في 2018، قدم حفل انتخاب ملك جمال لبنان مع ملكة جمال لبنان السابقة ساندرا رزق. وفي سنة 2019، قدم حفل توزيع جوائز الموركس دور في لبنان مع الاعلامية اللبنانية أولينا الحاج. ومنذ 2020، يقدم برنامج صباح العربية وأخبار بلا سياسة في صباح العربية.